# Syntomodrillia
Syntomodrillia is een geslacht van weekdieren uit de klasse van de Gastropoda (slakken).

## Soorten
- Syntomodrillia bermudensis Fallon, 2016
- Syntomodrillia carolinae Bartsch, 1934
- Syntomodrillia cookei (E. A. Smith, 1888)
- Syntomodrillia curacaoensis Fallon, 2016
- Syntomodrillia floridana Fallon, 2016
- Syntomodrillia harasewychi Fallon, 2016
- Syntomodrillia hesperia Fallon, 2016
- Syntomodrillia hypsela (Watson, 1881)
- Syntomodrillia lissotropis (Dall, 1881)
- Syntomodrillia lyra Fallon, 2016
- Syntomodrillia mellea Fallon, 2016
- Syntomodrillia peggywilliamsae Fallon, 2016
- Syntomodrillia portoricana Fallon, 2016
- Syntomodrillia pusilla Fallon, 2016
- Syntomodrillia socolatea Fallon, 2016
- Syntomodrillia stahlschmidti Fallon, 2016
- Syntomodrillia tantula (Conrad, 1848) †
- Syntomodrillia triangulos Fallon, 2016
- Syntomodrillia trinidadensis Fallon, 2016
- Syntomodrillia vitrea McLean & Poorman, 1971
- Syntomodrillia waiauensis Powell, 1942 †
- Syntomodrillia woodringi Bartsch, 1934